# Nati nel 1963/Giugno
| Questa pagina contiene informazioni ricavate automaticamente dalle voci biografiche con l'ausilio del template Bio e di un bot. L'aggiornamento è periodico e automatico e ricostruisce completamente la pagina. Se manca una persona in questa lista, sei pregato di non aggiungerla, ma accertati piuttosto che la sua voce biografica contenga il template Bio e che i dati anagrafici siano correttamente compilati. Se il template Bio manca, inseriscilo tu stesso o, in alternativa, metti l'avviso {{tmp\|Bio}} che ne segnala la mancanza. Se i dati riportati sono sbagliati, correggi direttamente la voce biografica; le modifiche saranno visibili in questa lista entro pochi giorni. Per chiarimenti vedi il progetto biografie. La lista contiene solo le 326 persone che sono citate nell'enciclopedia e per le quali è stato implementato correttamente il template Bio. Pagina aggiornata al 18 ago 2025. |

- 1º giugno - Luis Almagro, avvocato, diplomatico e politico uruguaiano
- 1º giugno - Marco Calonaci, allenatore di calcio e ex calciatore italiano
- 1º giugno - Brian Goodman, attore, regista e sceneggiatore statunitense
- 1º giugno - Mirel Josa, allenatore di calcio e ex calciatore albanese
- 1º giugno - Mike Joyce, musicista inglese
- 1º giugno - Larisa Kurikša, ex cestista sovietica
- 1º giugno - Juan Manuel Llop, allenatore di calcio e ex calciatore argentino
- 1º giugno - Marco Mazza, ex calciatore sammarinese
- 1º giugno - Maurizio Miranda, allenatore di calcio e ex calciatore italiano
- 1º giugno - Baby Pozzi, ex attrice pornografica italiana
- 1º giugno - Qiu Chen, ex cestista cinese
- 1º giugno - Madlena Staneva, ex cestista bulgara
- 1º giugno - Christophe Tiozzo, ex pugile francese
- 2 giugno - Sandy Alick, ex calciatore vanuatuano
- 2 giugno - Nicolas Boukhrief, sceneggiatore e regista francese
- 2 giugno - Bernard Cazeneuve, politico francese
- 2 giugno - Ray Finch, politico britannico
- 2 giugno - Ane Gabarain, attrice e comica spagnola
- 2 giugno - German Juferov, ex pentatleta sovietico
- 2 giugno - Katsuya Kondō, fumettista, character designer e animatore giapponese
- 2 giugno - Norm Lewis, attore e baritono statunitense
- 2 giugno - Sybil, cantante statunitense
- 2 giugno - Mike J. Rogers, politico statunitense
- 2 giugno - Philipp Schuler, ex sciatore alpino svizzero
- 3 giugno - Maurizio Bernardo, politico italiano
- 3 giugno - Beki Bondage, cantante, cantautrice e chitarrista britannica
- 3 giugno - Rudy Demotte, politico belga
- 3 giugno - Anica Dobra, attrice serba
- 3 giugno - Jim Everett, giocatore di football americano statunitense
- 3 giugno - Alessandra Karpoff, doppiatrice e direttrice del doppiaggio italiana
- 3 giugno - Vadym Novyns'kyj, imprenditore e politico russo
- 3 giugno - Junior Reid, cantante giamaicano
- 3 giugno - Scott Roth, ex cestista e allenatore di pallacanestro statunitense
- 3 giugno - Axel Wegner, ex tiratore a segno tedesco
- 4 giugno - Elvia Ardalani, scrittrice e poetessa messicana
- 4 giugno - Giacinto Boni, allenatore di hockey su ghiaccio, dirigente sportivo e ex hockeista su ghiaccio italiano
- 4 giugno - Sean Fitzpatrick, ex rugbista a 15 e allenatore di rugby a 15 neozelandese
- 4 giugno - Riccardo Fragassi, politico italiano
- 4 giugno - Hansi Gnad, ex cestista e allenatore di pallacanestro tedesco
- 4 giugno - Björn Kjellman, attore e cantante svedese
- 4 giugno - Jim Lachey, ex giocatore di football americano statunitense
- 4 giugno - Franco Mannella, attore, doppiatore e regista teatrale italiano
- 4 giugno - Xavier McDaniel, ex cestista statunitense
- 4 giugno - Launi Meili, ex tiratrice a segno statunitense
- 4 giugno - Tatiana Pavlova, pianista e compositrice russa
- 5 giugno - Choi Kwang-ji, ex calciatore sudcoreano
- 5 giugno - Dalcio Giovagnoli, allenatore di calcio e ex calciatore argentino
- 5 giugno - Huang Long, ex pallanuotista cinese
- 5 giugno - Alonzo Mitz, ex giocatore di football americano statunitense
- 5 giugno - Daniele Nuccetelli, attore e regista teatrale italiano
- 5 giugno - Vincenzo Onorato, ex calciatore italiano
- 5 giugno - Karl Sanders, cantante, chitarrista e bassista statunitense
- 5 giugno - Maurizio Setti, imprenditore e dirigente sportivo italiano
- 5 giugno - Karen Sillas, attrice statunitense
- 5 giugno - Stefania Simova, ex discobola bulgara
- 5 giugno - Sandra Teolato, ex cestista, dirigente sportiva e dirigente pubblica italiana
- 6 giugno - Abdullah Ahmed Abdullah, terrorista e criminale egiziano († 2020)
- 6 giugno - Federico Andahazi, scrittore e psicologo argentino
- 6 giugno - Fabrizio Barbacci, produttore discografico, compositore e musicista italiano
- 6 giugno - Pierre Bismuth, sceneggiatore, regista e produttore cinematografico francese
- 6 giugno - Eric Cantor, politico statunitense
- 6 giugno - Vincent Collet, dirigente sportivo, allenatore di pallacanestro e ex cestista francese
- 6 giugno - Giuseppe D'Arpino, architetto italiano
- 6 giugno - Devon, rapper canadese († 2024)
- 6 giugno - Andreas Englisch, giornalista e scrittore tedesco
- 6 giugno - Jason Isaacs, attore e doppiatore britannico
- 6 giugno - Ahmed Johnson, ex wrestler statunitense
- 6 giugno - Hólmfríður Karlsdóttir, modella islandese
- 6 giugno - Dariusz Kubicki, allenatore di calcio e ex calciatore polacco
- 6 giugno - Luis Leante, scrittore, insegnante e blogger spagnolo
- 6 giugno - Gianni Lenoci, pianista e compositore italiano († 2019)
- 6 giugno - Rueben Mayes, ex giocatore di football americano canadese
- 6 giugno - Vladimír Růžička, allenatore di hockey su ghiaccio, dirigente sportivo e ex hockeista su ghiaccio ceco
- 7 giugno - Roberto Alagna, tenore francese
- 7 giugno - Alessandro Camon, sceneggiatore, scrittore e produttore cinematografico italiano
- 7 giugno - Choi Sang-mok, politico sudcoreano
- 7 giugno - Gordon Gano, musicista statunitense
- 7 giugno - Jurij Krasnožan, allenatore di calcio e ex calciatore russo
- 7 giugno - Stefania La Fauci, cantante e conduttrice televisiva italiana
- 7 giugno - Juan Lanza, ex rugbista a 15 e allenatore di rugby a 15 argentino
- 7 giugno - Pedro Lanza, ex rugbista a 15 e allenatore di rugby a 15 argentino
- 7 giugno - Helena Lavrsen, giocatrice di curling danese
- 7 giugno - Maria Lerner, ex cestista svedese
- 7 giugno - Cuca, allenatore di calcio e ex calciatore brasiliano
- 7 giugno - Peter Van Impe, ex ciclista su strada e ciclocrossista belga
- 8 giugno - Fabrizio Bellia, scacchista italiano
- 8 giugno - Mark Davis, ex cestista statunitense
- 8 giugno - Gianni Della Cioppa, giornalista, critico musicale e produttore discografico italiano
- 8 giugno - Carlo Fontanelli, giornalista e editore italiano
- 8 giugno - Mario Ielpo, ex calciatore italiano
- 8 giugno - Tōru Kamikawa, ex arbitro di calcio giapponese
- 8 giugno - Karen Kingsbury, scrittrice statunitense
- 8 giugno - Nthomeng Majara, magistrata e politica lesothiana
- 8 giugno - Dirk Theissmann, ex pallanuotista tedesco
- 9 giugno - Wolfgang Maria Bauer, attore tedesco
- 9 giugno - Primo Berlinghieri, allenatore di calcio e ex calciatore italiano
- 9 giugno - Johnny Depp, attore, regista e produttore cinematografico statunitense
- 9 giugno - Gisle Fenne, ex biatleta norvegese
- 9 giugno - Ángel Guillermo Hoyos, allenatore di calcio e ex calciatore argentino
- 9 giugno - David Koepp, sceneggiatore e regista statunitense
- 9 giugno - Maurizio Oviglia, alpinista, arrampicatore e scrittore italiano
- 9 giugno - Tony Spinner, cantante e chitarrista statunitense
- 10 giugno - Fabio Andriola, giornalista, saggista e autore televisivo italiano
- 10 giugno - Carlo Bomans, ex ciclista su strada belga
- 10 giugno - Vital Borkelmans, allenatore di calcio e ex calciatore belga
- 10 giugno - Petra De Sutter, ginecologa e politica belga
- 10 giugno - Nadia Hasnaoui, conduttrice televisiva marocchina
- 10 giugno - Brad Henry, politico statunitense
- 10 giugno - Lynn Jenkins, politica statunitense
- 10 giugno - Kent Larsson, ex pesista svedese
- 10 giugno - Ann Millikan, compositrice statunitense
- 10 giugno - René Novotný, ex pattinatore artistico su ghiaccio cecoslovacco
- 10 giugno - Jeanne Tripplehorn, attrice, conduttrice televisiva e conduttrice radiofonica statunitense
- 10 giugno - Tony Ward, supermodello, attore e fotografo statunitense
- 11 giugno - John Dreyer, allenatore di calcio e ex calciatore inglese
- 11 giugno - Daniele Franz, politico italiano
- 11 giugno - Gregg Hoffman, produttore cinematografico statunitense († 2005)
- 11 giugno - Joe Holmes, chitarrista statunitense
- 11 giugno - Anne Kasprik, attrice tedesca
- 11 giugno - Bruce Kimball, tuffatore statunitense
- 11 giugno - Jan Posthuma, ex pallavolista olandese
- 11 giugno - Piero Ruzzante, politico italiano
- 11 giugno - Sandra Schmirler, giocatrice di curling canadese († 2000)
- 11 giugno - Konstantin Aleksandrovič Ŝerbakov, pianista e docente russo
- 12 giugno - Mimoza Ahmeti, scrittrice e poetessa albanese
- 12 giugno - T. B. Joshua, pastore protestante nigeriano († 2021)
- 12 giugno - Mark Brooke-Cowden, rugbista a 13 e rugbista a 15 neozelandese
- 12 giugno - Philippe Bugalski, pilota di rally francese († 2012)
- 12 giugno - Isabelle Candelier, attrice francese
- 12 giugno - Tim DeKay, attore statunitense
- 12 giugno - Diana Est, cantante italiana
- 12 giugno - Claudio Lancinhouse, disc jockey italiano
- 12 giugno - Jerry Lynn, ex wrestler statunitense
- 12 giugno - Patrice Martinez, attrice statunitense († 2018)
- 12 giugno - Michela Miti, attrice italiana
- 12 giugno - Cora van Nieuwenhuizen, politica olandese
- 12 giugno - Antonio Trillicoso, giornalista e scrittore italiano
- 12 giugno - Andrea Ward, attore, doppiatore e direttore del doppiaggio italiano
- 13 giugno - Bettina Bunge, tennista tedesca
- 13 giugno - Sarah Connolly, mezzosoprano inglese
- 13 giugno - Greg Daniels, scrittore, regista e produttore televisivo statunitense
- 13 giugno - Alaska, cantante, attrice e conduttrice televisiva messicana
- 13 giugno - Armin Gessert, autore di videogiochi tedesco († 2009)
- 13 giugno - Catarina Lindqvist, ex tennista svedese
- 13 giugno - Jos Luhukay, ex calciatore e allenatore di calcio olandese
- 13 giugno - Natalina Lupino, ex judoka francese
- 13 giugno - Dominique Joseph Mathieu, cardinale e arcivescovo cattolico belga
- 13 giugno - Audrey Niffenegger, scrittrice statunitense
- 13 giugno - Edwin Pellot, ex cestista portoricano
- 13 giugno - Edward Sturing, allenatore di calcio, dirigente sportivo e ex calciatore olandese
- 13 giugno - Félix Tshisekedi, politico della Repubblica Democratica del Congo
- 13 giugno - Markus Zohner, attore e regista teatrale svizzero
- 14 giugno - Rambo Amadeus, cantante montenegrino
- 14 giugno - Jarosław Boberek, attore e doppiatore polacco
- 14 giugno - Chris DeGarmo, chitarrista statunitense
- 14 giugno - Giovanni Dimitri, militare italiano
- 14 giugno - Luis Ángel de las Heras Berzal, vescovo cattolico spagnolo
- 14 giugno - Andrea Icardi, allenatore di calcio e ex calciatore italiano
- 14 giugno - Grant Kenny, ex canoista australiano
- 14 giugno - Jesús Méndez, ex giocatore di baseball venezuelano
- 14 giugno - Henry Nwosu, ex calciatore nigeriano
- 14 giugno - Stefano Ruffini, cantante italiano († 2006)
- 14 giugno - Toni Savevski, ex calciatore e allenatore di calcio jugoslavo
- 14 giugno - Roswitha Steiner, dirigente sportiva e ex sciatrice alpina austriaca
- 14 giugno - Uwe Weidemann, allenatore di calcio e ex calciatore tedesco orientale
- 15 giugno - Marina Azjabina, ex ostacolista russa
- 15 giugno - John Flett, ex rugbista a 15 australiano
- 15 giugno - Helen Hunt, attrice e regista statunitense
- 15 giugno - Riccardo Materazzi, ex mezzofondista italiano
- 15 giugno - Igor' Paklin, ex altista kirghiso
- 15 giugno - Amalia Pomilio, ex cestista e allenatrice di pallacanestro italiana
- 15 giugno - Blanca Portillo, attrice spagnola
- 15 giugno - Lourdes Valera, attrice venezuelana († 2012)
- 15 giugno - Christophe Ville, ex hockeista su ghiaccio francese
- 15 giugno - Nigel Walker, ex ostacolista, rugbista a 15 e dirigente d'azienda britannico
- 15 giugno - Vincent de Swarte, scrittore francese († 2006)
- 16 giugno - Scott Alexander, sceneggiatore, regista e produttore cinematografico statunitense
- 16 giugno - Felice Cappa, giornalista, autore televisivo e regista italiano
- 16 giugno - Rocco Pennacchio, arcivescovo cattolico italiano
- 16 giugno - Ulderico Pesce, attore e regista teatrale italiano
- 16 giugno - The Sandman, wrestler statunitense
- 16 giugno - Igor' Švarc, ex pentatleta sovietico
- 17 giugno - Christophe Barratier, regista e produttore cinematografico francese
- 17 giugno - Giacomo Bezzi, politico italiano
- 17 giugno - June Croft, ex nuotatrice britannica
- 17 giugno - Greg Kinnear, attore statunitense
- 17 giugno - Jean-Marc Micas, vescovo cattolico francese
- 17 giugno - Giuseppe Pes, fantino italiano
- 17 giugno - Paolo Rondelli, politico e diplomatico sammarinese
- 17 giugno - Temir Sariev, politico kirghiso
- 17 giugno - Shin Joon-sup, ex pugile sudcoreano
- 17 giugno - Aleksej Vdovin, pallanuotista sovietico († 2022)
- 17 giugno - Daniel Vivian, attore bosniaco
- 17 giugno - Luiz Augusto Zanon, ex cestista e allenatore di pallacanestro brasiliano
- 18 giugno - Carlo Caramelli, allenatore di calcio e ex calciatore italiano
- 18 giugno - Simon Cottrell, ex cestista australiano
- 18 giugno - Luis Fajardo, ex calciatore colombiano
- 18 giugno - Adam Hargreaves, scrittore e illustratore britannico
- 18 giugno - Gilles Marchand, sceneggiatore francese
- 18 giugno - Jeff Mills, disc jockey e produttore discografico statunitense
- 18 giugno - Wataru Yoshizumi, fumettista giapponese
- 18 giugno - Rumen Radev, generale e politico bulgaro
- 18 giugno - Dizzy Reed, tastierista statunitense
- 18 giugno - Luigi Rocca, calciatore e allenatore di calcio italiano († 2024)
- 18 giugno - Torhild Sivertsen, cantante norvegese
- 18 giugno - Bruce Smith, ex giocatore di football americano statunitense
- 18 giugno - Iréne Theorin, soprano svedese
- 18 giugno - Christian Vadim, attore francese
- 18 giugno - Lidia Yuknavitch, scrittrice, docente e editrice statunitense
- 19 giugno - Katia Cardenal, cantante nicaraguense
- 19 giugno - Jean-Paul Cottret, copilota di rally francese
- 19 giugno - Antonio Dell'Oglio, allenatore di calcio e ex calciatore italiano
- 19 giugno - Saverio Indrio, doppiatore, direttore del doppiaggio e attore italiano († 2025)
- 19 giugno - Laura Ingraham, giornalista statunitense
- 19 giugno - Pierandrea Izzi, ex pallamanista e allenatore di pallamano italiano
- 19 giugno - Margarita Ponomarëva, ostacolista e velocista sovietica († 2021)
- 19 giugno - Simon Reynolds, critico musicale britannico
- 19 giugno - Rory Underwood, rugbista a 15 britannico
- 19 giugno - Simon Wright, batterista britannico
- 20 giugno - Matt Anger, ex tennista statunitense
- 20 giugno - Gilad Atzmon, scrittore e musicista israeliano
- 20 giugno - Kirk Baptiste, velocista statunitense († 2022)
- 20 giugno - José Basualdo, allenatore di calcio e ex calciatore argentino
- 20 giugno - Jeff Beal, compositore e musicista statunitense
- 20 giugno - Kelly Gray, produttore discografico e chitarrista statunitense
- 20 giugno - Anne Jahren, ex fondista norvegese
- 20 giugno - Brian Jozwiak, ex giocatore di football americano statunitense
- 20 giugno - Deborah Ross, politica statunitense
- 20 giugno - Giampiero Scaglia, ex calciatore italiano
- 20 giugno - Anonimo Italiano, cantautore italiano
- 20 giugno - Antonella Stefanucci, attrice italiana
- 20 giugno - Abd al-Aziz bin Ahmad Al Sa'ud, principe e imprenditore saudita
- 21 giugno - Kevin Allen, ex giocatore di football americano statunitense
- 21 giugno - Gōshō Aoyama, fumettista giapponese
- 21 giugno - Mike Brittain, cestista statunitense († 1995)
- 21 giugno - Romi Ferretti, bassista italiano
- 21 giugno - Franco Manes, politico italiano
- 21 giugno - Dario Marianelli, compositore italiano
- 21 giugno - Rene Medvešek, attore croato
- 21 giugno - Jan Pinkava, animatore, regista e sceneggiatore ceco
- 21 giugno - Nir Rechlis, ex cestista israeliano
- 21 giugno - Mike Sherrard, ex giocatore di football americano statunitense
- 22 giugno - Randy Couture, ex artista marziale misto e attore statunitense
- 22 giugno - Luigi Furlan, ex ciclista su strada italiano
- 22 giugno - Dave Gilbert, allenatore di calcio e ex calciatore inglese
- 22 giugno - Mark O'Toole, arcivescovo cattolico inglese
- 22 giugno - Sriram Raghavan, regista e sceneggiatore indiano
- 22 giugno - Mika Sugihara, ex cestista giapponese
- 22 giugno - John Tenta, wrestler e lottatore di sumo canadese († 2006)
- 23 giugno - Astrid Carolina Herrera Irrazábal, modella e attrice venezuelana
- 23 giugno - Liu Cixin, scrittore di fantascienza cinese
- 23 giugno - Colin Montgomerie, golfista scozzese
- 23 giugno - Luciano Russo, arcivescovo cattolico italiano
- 23 giugno - Davide Sapienza, scrittore, traduttore e giornalista italiano
- 23 giugno - Atle Torvanger, ex calciatore norvegese
- 23 giugno - José Vargas, ex cestista dominicano
- 24 giugno - Pamela Healy, ex velista statunitense
- 24 giugno - Jurij Kasparjan, chitarrista russo
- 24 giugno - Paweł Kukiz, cantante, attore e politico polacco
- 24 giugno - Joseph Machingura, ex giocatore di calcio a 5 zimbabwese
- 24 giugno - Nshan Munchyan, ex pugile armeno
- 24 giugno - Predrag Radosavljević, allenatore di calcio e ex calciatore serbo
- 24 giugno - Carlo Robiglio, imprenditore e editore italiano
- 24 giugno - Denis Rodier, fumettista canadese
- 24 giugno - Luca Rota, ex ciclista su strada italiano
- 24 giugno - Anesti Stoja, ex calciatore albanese
- 24 giugno - Benedetta Tagliabue, architetta italiana
- 24 giugno - Anand Tucker, regista e produttore cinematografico thailandese
- 24 giugno - Barbara Underhill, ex pattinatrice artistica su ghiaccio canadese
- 24 giugno - Mike Wieringo, fumettista statunitense († 2007)
- 25 giugno - Cecilia García, ex cestista spagnola
- 25 giugno - Doug Gilmour, ex hockeista su ghiaccio e allenatore di hockey su ghiaccio canadese
- 25 giugno - John Benjamin Hickey, attore statunitense
- 25 giugno - George Michael, cantante, compositore e produttore discografico britannico († 2016)
- 25 giugno - Thierry Marie, ex ciclista su strada e pistard francese
- 25 giugno - Yann Martel, scrittore canadese
- 25 giugno - Li Shufu, imprenditore e manager cinese
- 25 giugno - Super Cat, cantante e disc jockey giamaicano
- 25 giugno - Aleksandr Zločevskij, scacchista russo
- 26 giugno - Franco Anelli, giurista italiano († 2024)
- 26 giugno - Mauro Balata, dirigente sportivo italiano
- 26 giugno - Gabriele Berghofer, sciatrice e atleta austriaca
- 26 giugno - Sandro Campagna, allenatore di pallanuoto e ex pallanuotista italiano
- 26 giugno - Anthony Weradet Chaiseri, arcivescovo cattolico thailandese
- 26 giugno - Michail Borisovič Chodorkovskij, imprenditore e attivista russo
- 26 giugno - Richard Garfield, autore di giochi statunitense
- 26 giugno - Benjamin Meurs, allenatore di calcio a 5 e ex giocatore di calcio a 5 belga
- 26 giugno - Sven Meyer, ex cestista tedesco
- 26 giugno - Torgny Mogren, ex fondista svedese
- 26 giugno - Faruch Ruzimatov, ex ballerino uzbeko
- 27 giugno - Carmela Bucalo, politica italiana
- 27 giugno - Flavio Cattaneo, dirigente d'azienda e imprenditore italiano
- 27 giugno - Michele Centonze, compositore, chitarrista e produttore discografico italiano
- 27 giugno - Jay Karnes, attore statunitense
- 27 giugno - Inva Mula, soprano albanese
- 27 giugno - John Reynolds, pilota motociclistico britannico
- 28 giugno - Charlie Clouser, compositore, tastierista e produttore discografico statunitense
- 28 giugno - Piero Coen, allenatore di pallacanestro e ex cestista italiano
- 28 giugno - Mike Fitzpatrick, politico e avvocato statunitense († 2020)
- 28 giugno - Giovanni La Via, politico italiano
- 28 giugno - Torbjørn Løkken, ex combinatista nordico norvegese
- 28 giugno - Loredana Maiuri, cantante italiana
- 28 giugno - Carmine Masiello, generale italiano
- 29 giugno - Enrico Bernardini, ex hockeista su pista e allenatore di hockey su pista italiano
- 29 giugno - Thomas W. Gabrielsson, attore svedese
- 29 giugno - Judith Hoag, attrice statunitense
- 29 giugno - Antauro Humala Tasso, politico, giornalista e ex militare peruviano
- 29 giugno - Anne-Sophie Mutter, violinista tedesca
- 29 giugno - Paolo Trancassini, politico italiano
- 30 giugno - Danilo Amerio, cantautore italiano
- 30 giugno - Mario Boni, ex cestista e dirigente sportivo italiano
- 30 giugno - Ol'ha Bryzhina, ex velocista sovietica
- 30 giugno - Giancarlo Falappa, pilota motociclistico italiano
- 30 giugno - Rupert Graves, attore britannico
- 30 giugno - Marie Johansson, ex fondista svedese
- 30 giugno - Yngwie Malmsteen, chitarrista svedese
- 30 giugno - Oto Matický, ex cestista e allenatore di pallacanestro slovacco
- 30 giugno - Flemming Pedersen, allenatore di calcio e dirigente sportivo danese
- 30 giugno - Rose Christiane Raponda, politica gabonese
- 30 giugno - Anna Rossomando, politica italiana
- 30 giugno - Alessandra Siragusa, politica italiana († 2013)
- 30 giugno - Vidar Sundstøl, scrittore norvegese
- 30 giugno - Wim Vandekeybus, coreografo, regista e attore belga
- 30 giugno - Vladimir Vermezović, allenatore di calcio e ex calciatore serbo
- 30 giugno - Vânia Hernandes de Souza, ex cestista brasiliana
- 30 giugno - Dean Ward, ex bobbista britannico